# Antoni Barnils i Viñas
Antoni Barnils i Viñas   (Granollers, 1 de setembre de 1945 - Sant Cugat del Vallès, 16 de setembre de 2024) fou un futbolista català de la dècada de 1960.

## Trajectòria
Era un futbolista que jugava com a defensa lateral o central. Començà a destacar a l'EC Granollers, arribant a ser convocat amb la selecció espanyola sots 18 per disputar el campionat d'Europa de la UEFA d'Holanda 1964. L'any 1964 fou fitxat pel RCD Espanyol. Debutà en un partit al camp del Reial Betis de la mà de Ladislau Kubala. No obstant no quallà a l'equip, jugant només 4 partits de lliga i un de copa en tota la temporada. L'any 1965 fitxà pel CF Badalona, que jugava a Segona Divisió, i tenia a Antoni Argilés d'entrenador i Santiago Schild de president. Més tard fou cedit al CE Mataró i FC Calella i la temporada 1968-69 defensà els colors del FC Santboià.
Era cosí-germà del també futbolista Josep Canal i Viñas.